# Pia Guerra
Pia Guerra é uma cartunista e autora de histórias em quadrinhos americanas, conhecido por seu trabalho como desenhista na série Y: The Last Man, criada ao lado de Brian K. Vaughan. e vencedora do Eisner Award de "Melhor Série" em 2008. Além de seu trabalho com quadrinhos, Guerra é cartunista e colabora com o site The Nib e a revista New Yorker.